# Veszprém KSE

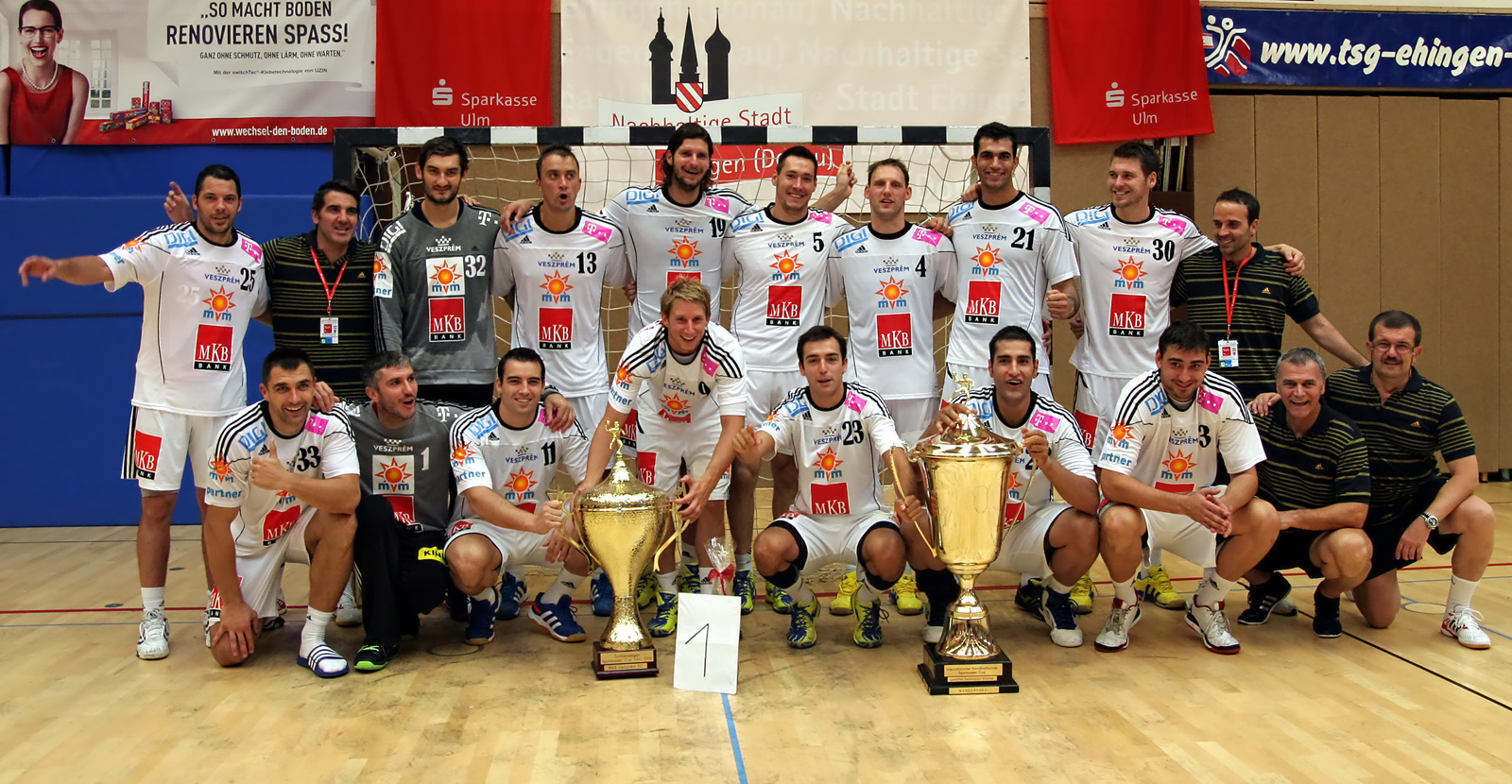
MKB Veszprém (2013)

MKB Telekom Veszprém HC (węg. MKB Telekom Veszprém HC) – męski klub piłki ręcznej z Węgier. Został założony w 1977 roku z siedzibą w mieście Veszprém.

## Sukcesy
Mistrzostwo Węgier:
- 28 razy (1985, 1986, 1991/92, 1992/93, 1993/94, 1994/95, 1996/97, 1997/98, 1998/99, 2000/01, 2001/02, 2002/03, 2003/04, 2004/05, 2005/06, 2007/08, 2008/09, 2009/10, 2010/11, 2011/12, 2012/13, 2013/14, 2014/15, 2015/16, 2016/17, 2018/19, 2022/23, 2023/24)

Puchar Węgier:
- 31 razy (1984, 1988, 1989, 1990, 1991, 1992, 1994, 1995, 1996, 1998, 1999, 2000, 2002, 2003, 2004, 2005, 2007, 2009, 2010, 2011, 2012, 2013, 2014, 2015, 2016, 2017, 2018, 2021, 2022, 2023, 2024)

Puchar EHF:
- (1992, 2008)

 Liga Mistrzów:
- (2002, 2015, 2016, 2019)
- (2017)

Super Globe:
- (2024)
- (2015)

## Drużyna w sezonie 2023/2024
| Bramkarze - 1. Ignacio Biosca Garcia - 12. Rodrigo Corrales - 32. Benedek Nagy Rozgrywający - 5. Yahia Omar - 17. Lukas Sandell - 23. Patrik Ligetvári - 29. Nedim Remili - 35. Kentin Mahé - 39. Yehia El-Deraa - 88. Agustín Casado - 99. Sergiej Kosorotow | Skrzydłowi - 9. Hugo Descat - 21. Bjarki Már Elísson - 24. Gašper Marguč - 55. Mikita Vailupau Obrotowi - 18. Andreas Nilsson - 46. Dragan Pechmalbec - 89. Ludovic Fabregas |